# Ksenonowa lampa błyskowa

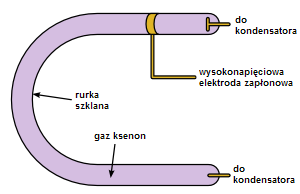
budowa lampy

Lampa ksenonowa – rodzaj lampy wyładowczej wykorzystywanej jako źródło światła w elektronicznych lampach błyskowych i stroboskopach; nazywany niekiedy błędnie żarnikiem lub palnikiem.

błyski lampy

Zasada działania tej lampy opiera się, tak jak w innych lampach wyładowczych, na zjawisku przepływu przez zjonizowany i zamknięty w szklanej rurce gaz (ksenon wykorzystywany jest ze względu na białą barwę świecenia) prądu wywoływanego impulsem wysokiego napięcia (kilkanaście lub kilkadziesiąt kilowoltów), przykładanym do elektrod. Jonizacja gazu przez znajdującą się w bezpośredniej bliskości elektrodę zapłonową powoduje, że pomiędzy obiema pozostałymi elektrodami, podłączonymi do naładowanego do około 500 V kondensatora, przepływa prąd rozładowujący kondensator, co łączy się z intensywnym świeceniem wewnątrz rurki. Wyzwala się przy tym kilkadziesiąt dżuli energii zgromadzonej w kondensatorze, a całe zjawisko trwa około milisekundy. Po rozładowaniu kondensatora przepływ prądu zanika, a wraz z nim świecenie gazu.
Po ponownym naładowaniu kondensatora, podanie kolejnego impulsu na elektrodę zapłonową wyzwala kolejny błysk. Zjawisko to można powtarzać wiele tysięcy razy z identycznym skutkiem.